# 개인산
개인산(開仁山)은 대한민국 강원특별자치도 인제군과 홍천군에 걸쳐있는 높이 1,341m의 산이다.

## 같이 보기
- 한국의 산